# پیک، آذربایجان
پیک (به ترکی آذربایجانی: Peyk) یک منطقه مسکونی در جمهوری آذربایجان است که در شهرستان سالیان واقع شده‌است. پیک ۱۰۶۰ نفر جمعیت دارد.

## دین
در مسجد جامع پیک یک هیئت مذهبی وجود دارد.